# Liste des œuvres de Georg Friedrich Haendel

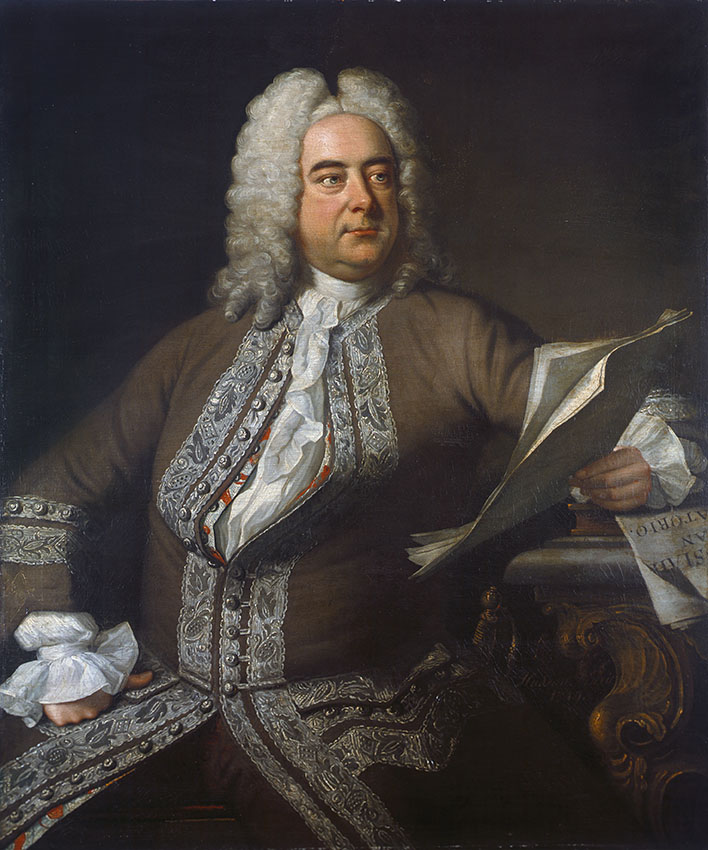
Georg Friedrich Haendel

Liste des œuvres de Georg Friedrich Haendel (numérotation HWV certainement la plus utilisée).
NB On peut aussi trouver deux autres numérotations :
- HG pour Ausgabe der Deutschen Händelgesellschaft (Friedrich Chrysander)
- HHA pour Hallische Händel-Ausgabe

## Opéras
| HWV     | Titre                               | Première          | Lieu                                   | Librettiste                              | Remarque                                |
| ------- | ----------------------------------- | ----------------- | -------------------------------------- | ---------------------------------------- | --------------------------------------- |
| HWV 1   | Almira                              | 8 janvier 1705    | Oper am Gänsemarkt, Hambourg           | F.C. Feustking                           | musique incomplète                      |
| HWV 2   | Nero                                | 25 février 1705   | Oper am Gänsemarkt, Hambourg           | F.C. Feustking                           | musique perdue                          |
| HWV 3   | Florindo                            | janvier 1708      | Oper am Gänsemarkt, Hambourg           | H. Hinsch                                | musique perdue                          |
| HWV 4   | Daphne                              | janvier 1708      | Oper am Gänsemarkt, Hambourg           | H. Hinsch                                | musique perdue                          |
| HWV 5   | Rodrigo                             | novembre (?) 1707 | Teatro del Cocomero, Florence          | F. Silvani                               |                                         |
| HWV 6   | Agrippina                           | janvier (?) 1710  | Teatro San Giovanni Grisostomo, Venise | V. Grimani                               |                                         |
| HWV 7a  | Rinaldo (1re version)               | 24 février 1711   | Queen's Theatre, Londres               | Aaron Hill & Giacomo Rossi               |                                         |
| HWV 7b  | Rinaldo (2e et 3e versions)         |                   |                                        |                                          |                                         |
| HWV 8a  | Il pastor fido (1re version)        | 22 novembre 1712  | Queen's Theatre, Londres               | G. Rossi d'après G.B. Guarini            |                                         |
| HWV 8b  | Terpsichore                         |                   |                                        |                                          |                                         |
| HWV 8c  | Il pastor fido (2e et 3e versions)  |                   |                                        |                                          |                                         |
| HWV 9   | Teseo                               | 10 janvier 1713   | Queen's Theatre, Londres               | N. Haym d'après Ph. Quinault             | 5 actes                                 |
| HWV 10  | Silla                               | juin 1713 (?)     | Burlington House, Londres              | G. Rossi                                 |                                         |
| HWV 11  | Amadigi di Gaula                    | 25 mai 1715       | King's Theatre, Londres                | N. Haym d'après A. Houdar de la Motte    |                                         |
| HWV 12a | Radamisto (1re version)             | 27 avril 1720     | King's Theatre, Londres                | N. Haym d'après D. Lalli                 |                                         |
| HWV 12b | Radamisto (2e et 3e versions)       |                   |                                        |                                          |                                         |
| HWV 13  | Muzio Scevola (acte III uniquement) | 15 avril 1721     | Covent Garden, Londres                 | P.A. Rolli                               | actes I & II : F. Amadei & G. Bononcini |
| HWV 14  | Floridante                          | 9 décembre 1721   | King's Theatre, Londres                | P.A. Rolli d'après F. Silvani            |                                         |
| HWV 15  | Ottone, Re di Germania              | 12 janvier 1723   | King's Theatre, Londres                | N. Haym d'après S.F. Pallavicino         |                                         |
| HWV 16  | Flavio, Re de' Longobardi           | 14 mai 1723       | King's Theatre, Londres                | N. Haym d'après M. Noris                 |                                         |
| HWV 17  | Giulio Cesare in Egitto             | 20 février 1724   | King's Theatre, Londres                | N. Haym d'après G.F. Bussani             |                                         |
| HWV 18  | Tamerlano                           | 31 octobre 1724   | King's Theatre, Londres                | N. Haym d'après A. Piovene               |                                         |
| HWV 19  | Rodelinda, Regina de Longobardi     | 13 février 1725   | King's Theatre, Londres                | N. Haym d'après A. Salvi                 |                                         |
| HWV 20  | Publio Cornelio Scipione            | 12 mars 1726      | King's Theatre, Londres                | P.A. Rolli                               |                                         |
| HWV 21  | Alessandro                          | 5 mai 1726        | King's Theatre, Londres                | P.A. Rolli d'après O. Mauro              |                                         |
| HWV 22  | Admeto, Re di Tessaglia             | 31 janvier 1727   | King's Theatre, Londres                | N. Haym d'après A. Aureli et O. Mauro    |                                         |
| HWV 23  | Riccardo Primo, Re d'Inghilterra    | 11 novembre 1727  | King's Theatre, Londres                | P.A. Rolli d'après F. Briani             |                                         |
| HWV 24  | Siroe, Re di Persia                 | 17 février 1728   | King's Theatre, Londres                | N. Haym d'après P. Metastasio            |                                         |
| HWV 25  | Tolomeo, Re di Egitto               | 30 avril 1728     | King's Theatre, Londres                | N. Haym d'après C.S. Capece              |                                         |
| HWV 26  | Lotario                             | 2 décembre 1729   | King's Theatre, Londres                | G. Rossi d'après A. Salvi                |                                         |
| HWV 27  | Partenope                           | 24 février 1730   | King's Theatre, Londres                | adapté de S. Stampiglia                  |                                         |
| HWV 28  | Poro, Re dell'Indie                 | 2 février 1731    | King's Theatre, Londres                | adapté de P. Metastasio                  |                                         |
| HWV 29  | Ezio                                | 15 janvier 1732   | King's Theatre, Londres                | adapté de P. Metastasio                  |                                         |
| HWV 30  | Sosarme, Re di Media                | 15 février 1732   | King's Theatre, Londres                | adapté d'A. Salvi                        |                                         |
| HWV 31  | Orlando                             | 27 janvier 1733   | King's Theatre, Londres                | adapté de C.S. Capece                    |                                         |
| HWV 32  | Arianna en Creta                    | 26 janvier 1734   | King's Theatre, Londres                | adapté de P. Pariati                     |                                         |
| HWV A11 | Oreste                              | 18 décembre 1734  | Covent Garden Theatre, Londres         | adapté d'Iphigénie en Tauride d'Euripide | Pasticcio en 3 actes                    |
| HWV 33  | Ariodante                           | 8 janvier 1735    | Covent Garden, Londres                 | adapté d'A. Salvi                        |                                         |
| HWV 34  | Alcina                              | 16 avril 1735     | Covent Garden, Londres                 | adapté d'A. Fanzaglia                    |                                         |
| HWV 35  | Atalanta                            | 12 mai 1736       | Covent Garden, Londres                 | adapté de B. Valeriani                   |                                         |
| HWV 36  | Arminio                             | 12 janvier 1737   | Covent Garden, Londres                 | adapté d'A. Salvi                        |                                         |
| HWV 37  | Giustino                            | 16 février 1737   | Covent Garden, Londres                 | adapté de N. Beregan et P. Pariati       |                                         |
| HWV 38  | Berenice                            | 18 mai 1737       | Covent Garden, Londres                 | adapté d'A. Salvi                        |                                         |
| HWV 39  | Faramondo                           | 3 janvier 1738    | King's Theatre, Londres                | adapté d'A. Zeno                         |                                         |
| HWV A13 | Alessandro Severo                   | 25 février 1738   | King's Theatre, Londres                | adapté d'A. Zeno                         | Pasticcio en 3 actes                    |
| HWV 40  | Serse                               | 15 avril 1738     | King's Theatre, Londres                | adapté de N. Minato et S. Stampiglia     |                                         |
| HWV A14 | Giove in Argo                       | 1er mai 1739      | King's Theatre, Londres                | A. M. Lucchini                           | Pasticcio en 3 actes                    |
| HWV 41  | Imeneo                              | 22 novembre 1740  | King's Theatre, Londres                | adapté de S. Stampiglia                  |                                         |
| HWV 42  | Deidamia                            | 10 janvier 1741   | King's Theatre, Londres                | P.A. Rolli                               |                                         |

## Musique de spectacle
| HWV    | Titre                                                                                    |
| ------ | ---------------------------------------------------------------------------------------- |
| HWV 43 | The Alchemist (musique pour un spectacle de Ben Johnson)                                 |
| HWV 44 | There is a blissfull shade and bow'rs ("Comus" musique pour un spectacle de John Milton) |
| HWV 45 | Alceste (musique pour un spectacle de Tobias Smollett)                                   |

## Oratorios
| HWV     | Titre                                                                             |
| ------- | --------------------------------------------------------------------------------- |
| HWV 46a | Il trionfo del Tempo e del Disinganno                                             |
| HWV 46b | Il trionfo del Tempo e della Verità                                               |
| HWV 47  | La Resurrezione                                                                   |
| HWV 48  | Der für die Sünde der Welt gemarterte und sterbende Jesus (Passion selon Brockes) |
| HWV 49a | Acis and Galatea (1re version, masque)                                            |
| HWV 49b | Acis and Galatea (2e version, sérénade)                                           |
| HWV 50a | Esther (Haman and Mordecai), masque                                               |
| HWV 50b | Esther                                                                            |
| HWV 51  | Deborah                                                                           |
| HWV 52  | Athalia                                                                           |
| HWV 53  | Saul                                                                              |
| HWV 54  | Israel in Egypt                                                                   |
| HWV 55  | L'Allegro, il Penseroso ed il Moderato                                            |
| HWV 56  | Messiah                                                                           |
| HWV 57  | Samson                                                                            |
| HWV 58  | Semele                                                                            |
| HWV 59  | Joseph and his Brethren                                                           |
| HWV 60  | Hercules                                                                          |
| HWV 61  | Belshazzar                                                                        |
| HWV 62  | Occasional Oratorio                                                               |
| HWV 63  | Judas Maccabaeus                                                                  |
| HWV 64  | Joshua                                                                            |
| HWV 65  | Alexander Balus                                                                   |
| HWV 66  | Susanna                                                                           |
| HWV 67  | Solomon                                                                           |
| HWV 68  | Theodora                                                                          |
| HWV 69  | The Choice of Hercules (interlude musical)                                        |
| HWV 70  | Jephtha                                                                           |
| HWV 71  | The Triumph of Time and Truth                                                     |

## Sérénades
| HWV    | Titre                   |
| ------ | ----------------------- |
| HWV 72 | Aci, Galatea e Polifemo |
| HWV 73 | Il Parnasso in Festa    |

## Odes
| HWV    | Titre                                                                |
| ------ | -------------------------------------------------------------------- |
| HWV 74 | Ode for the Birthday of Queen Anne                                   |
| HWV 75 | Alexander's Feast or The Power of Music (En l'honneur de Ste Cécile) |
| HWV 76 | Ode for St. Cecilia's day                                            |

## Cantates
| HWV      | Titre                                                             |
| -------- | ----------------------------------------------------------------- |
| HWV 77   | Ah! che pur troppo e vero                                         |
| HWV 78   | Ah! crudel, nel pianto mio                                        |
| HWV 79   | Diana cacciatrice: Alla caccia                                    |
| HWV 80   | Allor ch'io dissi addio                                           |
| HWV 81   | Alpestre monte                                                    |
| HWV 82   | Il Duello amoroso / Daliso ed Amarilli: Amarilli vezzosa          |
| HWV 83   | Amiante e Fillide: Arrista il passo                               |
| HWV 84   | Aure soavi, e lieti                                               |
| HWV 85   | Venus and Adonis: Behold where Venus weeping stands               |
| HWV 86   | Bella ma ritrosetta                                               |
| HWV 87   | Carco sempre di gloria                                            |
| HWV 88   | Care selve, aure grate                                            |
| HWV 89   | Cecilia, vogli un sguardo                                         |
| HWV 90   | Chi rapi la pace al core                                          |
| HWV 91a  | Clori, degli occhi miei (1re version)                             |
| HWV 91b  | Clori, degli occhi miei (2e version)                              |
| HWV 92   | Clori, mia bella Clori                                            |
| HWV 93   | Clori, ove sei?                                                   |
| HWV 94   | Clori, si, ch'io t'adoro                                          |
| HWV 95   | Clori, vezzosa Clori                                              |
| HWV 96   | Clori, Tirsi e Fileno: Cor fedele in vano speri                   |
| HWV 97   | Crudel tiranno Amor                                               |
| HWV 98   | Cuopre tal volta il cielo                                         |
| HWV 99   | Delirio amoroso: Da quel giorno fatale                            |
| HWV 100  | Da sete ardente afflitto                                          |
| HWV 101a | Dal fatale momento (1re version)                                  |
| HWV 101b | Del fatale momento (2e version)                                   |
| HWV 102a | Dalla guerra amorosa (1re version)                                |
| HWV 102b | Dalla guerra amorosa (2e version)                                 |
| HWV 103  | Deh! lasciate e vita e volo                                       |
| HWV 104  | Del bell' idolo mio                                               |
| HWV 105  | Armida abbandonata: Dietro l'orme fugaci                          |
| HWV 106  | Dimmi, o mio cor                                                  |
| HWV 107  | Ditemi, o piante                                                  |
| HWV 108  | Dolce mio ben, s'io taccio                                        |
| HWV 109a | Dolce pur d'amor l'affanno (1re version)                          |
| HWV 109b | Dolce pur d'amor l'affanno (2e version)                           |
| HWV 110  | Agrippina condotta a morire: Dunque sara pur vero                 |
| HWV 111a | E partirai, mia vita? (1re version)                               |
| HWV 111b | E partirai, mia vita? (2e version)                                |
| HWV 112  | Figli del mesto cor                                               |
| HWV 113  | Figlio d'alte speranze                                            |
| HWV 114  | Fili adorata e cara                                               |
| HWV 115  | Fra pensieri quel pensiero                                        |
| HWV 116  | Fra tante pene                                                    |
| HWV 117  | Hendel, non puo mia Musa                                          |
| HWV 118  | Ho fuggito Amore anch'io                                          |
| HWV 119  | (Io languisco fra le goije). Echeggiate, festeggiate, Numi eterni |
| HWV 120a | Irene, idolo mio (1re version)                                    |
| HWV 120b | Irene, idolo mio (2e version)                                     |
| HWV 121a | La Solitudine: L'aure grate, il fresco rio (1re version)          |
| HWV 121b | La Solitudine: L'aure grate, il fresco rio (2e version)           |
| HWV 122  | Apollo et Dafne: La terra e liberata                              |
| HWV 123  | Languia di bocca lusinghiera                                      |
| HWV 124  | (The Praise od Harmony): Look down, harmonius Saint               |
| HWV 125a | Lungi da me pensier tiranno (1re version)                         |
| HWV 125b | Lungi da me pensier tiranno (2e version)                          |
| HWV 126a | Lungi da voi, che siete poli (1re version)                        |
| HWV 126b | Lungi da voi, che siete poli (2e version)                         |
| HWV 126c | Lungi da voi, che siete poli (3e version)                         |
| HWV 127a | Lungi dal mio bel Nume (1re version)                              |
| HWV 127b | Lungi dal mio bel Nume (2e version)                               |
| HWV 127c | Lungi dal mio bel Nume (3e version)                               |
| HWV 128  | Lungi n'ando Fileno                                               |
| HWV 129  | Manca pur quanto sai                                              |
| HWV 130  | Mentre il tutto e in furore                                       |
| HWV 131  | Menzognere speranze                                               |
| HWV 132a | Mi palpita il cor (2e version de HWV 106)                         |
| HWV 132b | Mi palpita il cor (1re version)                                   |
| HWV 132c | Mi palpita il cor (2e version)                                    |
| HWV 132d | Mi palpita il cor (3e version)                                    |
| HWV 133  | Ne' tuoi lumi, o bella Clori                                      |
| HWV 134  | Pensieri notturni di Filli: Nel dolce del'oblio                   |
| HWV 135a | Nel dolce tempo (1re version)                                     |
| HWV 135b | Nel dolce tempo (2e version)                                      |
| HWV 136a | Nell'africane selve (1re version)                                 |
| HWV 136b | Nell'africane selve (2e version)                                  |
| HWV 137  | Nella stagion che di viole e rose                                 |
| HWV 138  | Nice, che fa? che pensa?                                          |
| HWV 139a | Ninfe e pastori (1re version)                                     |
| HWV 139b | Ninfe e pastori (2e version)                                      |
| HWV 139c | Ninfe e pastori (3e version)                                      |
| HWV 140  | No se emendera jamas                                              |
| HWV 141  | Non sospirar, non piangere                                        |
| HWV 142  | Notte placida e cheta                                             |
| HWV 143  | Olinto pastore, Tebro fiume, Gloria: Oh come chiare e belle       |
| HWV 144  | O lucenti, o sereni occhi                                         |
| HWV 145  | La Lucrezia: Oh Numi eterni                                       |
| HWV 146  | Occhi miei che faceste?                                           |
| HWV 147  | Parti, l'idolo mio                                                |
| HWV 148  | Poiche giuraro Amore                                              |
| HWV 149  | Qual sento io non conosciuto                                      |
| HWV 150  | (Ero e Leandro): Qual ti riveggio, oh Dio                         |
| HWV 151  | Qualor crudele, si, ma vaga Dori                                  |
| HWV 152  | Qualor l'egre pupille                                             |
| HWV 153  | Quando sperasti, o core                                           |
| HWV 154  | Quel fior che all'alba ride                                       |
| HWV 155  | Sans y penser                                                     |
| HWV 156  | Sarai contenta un di                                              |
| HWV 157  | Sarei troppo felice                                               |
| HWV 158a | Se pari e la tua fe (1re version)                                 |
| HWV 158b | Se pari e la tua fe (2e version)                                  |
| HWV 158c | Se pari e la tua fe (3e version)                                  |
| HWV 159  | Se per fatal destino                                              |
| HWV 160a | La bianca Rosa: Sei pur bella, pur vezzosa (1re version)          |
| HWV 160b | La bianca Rosa: Sei pur bella, pur vezzosa (2e version)           |
| HWV 160c | La bianca Rosa: Sei pur bella, pur vezzosa (3e version)           |
| HWV 161a | Sento là che ristretto                                            |
| HWV 161b | Sento là che ristretto                                            |
| HWV 161c | Sento là che ristretto                                            |
| HWV 162  | Siete rose ruggiadose                                             |
| HWV 163  | Solitudini care, amata liberta                                    |
| HWV 164a | Il Gelsomino: Son gelsomino (1re version)                         |
| HWV 164b | Il Gelsomino: Son gelsomino (2e version)                          |
| HWV 165  | Spande ancor a mio dispetto                                       |
| HWV 166  | Splenda l'alba in oriente                                         |
| HWV 167a | Stanco di piu soffrire (1re version)                              |
| HWV 167b | Stanco di piu soffrire (2e version)                               |
| HWV 168  | Partenza di Giovanni Bononcini.: Stelle, perfide stelle           |
| HWV 169  | Torna il core al suo diletto                                      |
| HWV 170  | Tra le fiamme (Il consiglio)                                      |
| HWV 171  | Tu fidel? tu costante?                                            |
| HWV 172  | Udite il mio consiglio                                            |
| HWV 173  | Un'alma innamorata                                                |
| HWV 174  | Un sospir a chi si muore                                          |
| HWV 175  | Vedendo Amor                                                      |
| HWV 176  | (Amore ucellatore): Venne voglia ad Amore                         |
| HWV 177  | Zefiretto, arresta il volo                                        |

## Duos Vocaux
| HWV      | Titre                                        |
| -------- | -------------------------------------------- |
| HWV 178  | A mirarvi io son intento                     |
| HWV 179  | Ahi, nelle sorti umane                       |
| HWV 180  | Amor, gioje mi porge                         |
| HWV 181  | Beato in ver chi può (Beatus ille of Horace) |
| HWV 182a | Caro autor di mia doglia (1re version)       |
| HWV 182b | Caro autor di mia doglia (2e version)        |
| HWV 183  | Caro autor di mia doglia (3e version)        |
| HWV 184  | Che vai pensando, folle pensier              |
| HWV 185  | Conservate raddoppiate                       |
| HWV 186  | Fronda leggiera e mobile                     |
| HWV 187  | Giù nei Tartarei regni                       |
| HWV 188  | Langue, geme, sospira                        |
| HWV 189  | No, di voi non vuo' fidarmi (1re version)    |
| HWV 190  | No, di voi non vuo' fidarmi (2e version)     |
| HWV 191  | Quando in calma ride il mare                 |
| HWV 192  | Quel fior che all'alba ride                  |
| HWV 193  | Se tu non lasci amore                        |
| HWV 194  | Sono liete, fortunate                        |
| HWV 195  | Spero indarno                                |
| HWV 196  | Tacete, ohimè, tacete                        |
| HWV 197  | Tanti strali al sen mi scocchi               |
| HWV 198  | Troppo cruda, troppo fiera                   |
| HWV 199  | Va, speme infida                             |

## Trios Vocaux
| HWV      | Titre                               |
| -------- | ----------------------------------- |
| HWV 200  | Quel fior che all'alba ride         |
| HWV 201a | Se tu non lasci amore (1re version) |
| HWV 201b | Se tu non lasci amore (2e version)  |

## Airs et chansons
| HWV        | Titre |
| ---------- | --- |
| HWV 202    | Künft' ger Zeiten eitler Kummer |
| HWV 203    | Das zitternde Glänzen der spielenden Wellen |
| HWV 204    | Süsser Blumen Ambraflocken |
| HWV 205    | Süsse Stille, sanfte Quelle ruhiger Gelassenheit |
| HWV 206    | Singe, Seele, Gott zum Preise |
| HWV 207    | Meine Seele hört im Sehen |
| HWV 208    | Die ihr aus dunkeln Grüften |
| HWV 209    | In den angenehmen Büschen |
| HWV 210    | Flammende Rose, Zierde der Erden |
| HWV 211    | Aure dolci, deh, spirate |
| HWV 212    | Con doppia gloria mia |
| HWV 213    | Con lacrime si belle |
| HWV 214    | Dell'onda instabile |
| HWV 215    | Col valor del vostro brando |
| HWV 216    | Impari del mio core |
| HWV 217    | L'odio, sì, ma poi ritrovò |
| HWV 218    | Love's but the frailty of the mind |
| HWV 219    | Non so se avrai mai bene |
| HWV 220    | Per dar pace al mio tormento |
| HWV 221    | Quant'invidio tua fortuna |
| HWV 222    | Quanto più amara fu sorte crudele |
| HWV 223    | S'un di m'appaga, la mia crudele |
| HWV 224    | Si, crudel, tornerà |
| HWV 225    | Spera chi sa perchè la sorte |
| HWV 226    | Hunting Song or The morning is charming |
| HWV 227    | Vo' cercando tra fiori |
| HWV 228-1  | The unhappy Lovers : As Celia's fatal arrows flew |
| HWV 228-2  | Charming Cloris: Ask not the cause - The poor Shepherd : The Sun was sunk beneath the Hills                                                                  |
| HWV 228-3  | As on a Sunshine Summer's Day |
| HWV 228-4  | Bacchus Speech in Praise of Wine: Bacchus one day gayly striding                                                                                             |
| HWV 228-5  | The Polish Minuet or Miss Kitty Grevil's Delight: Charming is your shape and air                                                                             |
| HWV 228-6  | The Sailor's Complaint: Come and listen to my ditty / Hosier's Ghost: As near Portobello lying                                                               |
| HWV 228-7  | Di godere ha speranza il mio core / Oh my dearest, my lovely creature                                                                                        |
| HWV 228-8  | The forsaken Maid's Complaint: Faithless ungrateful / The slighted Swain: Cloe proves false                                                                  |
| HWV 228-9  | From scourging rebellion or A Song on the Victory obtained over the Rebels by His Royal Highness the Duke of Cumberland                                      |
| HWV 228-10 | The forsaken Nymph: Guardian Angels now protect me |
| HWV 228-11 | I like the am'rous Youth that's free |
| HWV 228-12 | Phillis: My fair, ye Swains, is gone astray |
| HWV 228-13 | Not, Cloe, that I better am |
| HWV 228-14 | Strephon's Complaint of Love: Oh cruel Tyrant Love |
| HWV 228-15 | The Satyr's Advice to a Stock-Jobber: On the shore of a low ebbing sea / Ye Swains that are courting a Maid / Molly Mogg: Says my uncle, I pray you discover |
| HWV 228-16 | Phillis be kind and hear |
| HWV 228-17 | Phillis advised: Phillis the lovely |
| HWV 228-18 | Stand round, my brave boys or Song made for the Gentlemen Volunteers of the City of London                                                                   |
| HWV 228-19 | The faithful Maid / The Melancholy Nymph: 'Twas when the seas were roaring                                                                                   |
| HWV 228-20 | The Rapture / Matchless Clarinda: When I survey Clarinda's charms / Venus now leaves                                                                         |
| HWV 228-21 | The Death of the Stag: When Phoebus the tops of the Hills does adorn                                                                                         |
| HWV 228-22 | Who to win a Woman's favour |
| HWV 228-23 | An Answer to Collin's Complaint: Ye winds to whome Collin complains                                                                                          |
| HWV 228-24 | Yes, I'm in love |

## Musique pour concerts spirituels
| HWV       | Titre                                                                    |
| --------- | ------------------------------------------------------------------------ |
| HWV 229   | Cantates d'église "Hallesche" (perdues)                                  |
| HWV 229-1 | Das gantze Haupt ist krank                                               |
| HWV 229-2 | Es ist der alte Bund, Mensch                                             |
| HWV 229-3 | Furwahr, er trug unsere Krankheit                                        |
| HWV 229-4 | Thue Rechnung von dinem Hausshalten                                      |
| HWV 229-5 | Victoria. Der Tod ist verschlungen (in den Sieg)                         |
| HWV 229-6 | Was werden wir essen                                                     |
| HWV 229-7 | Wer ist der, so von Edom kommt                                           |
| HWV 230   | Ah! che troppo ineguali / O del ciel! Maria Regina                       |
| HWV 231   | Coelestis dum spirat aura (motet)                                        |
| HWV 232   | Dixit Dominus Domino meo                                                 |
| HWV 233   | Donna, che in ciel di tanta luce splendi                                 |
| HWV 234   | Il Pianto di Maria: Giunta l'ora fatal (de Giovanni Battista Ferrandini) |
| HWV 235   | Haec est Regina Virginum                                                 |
| HWV 236   | Laudate pueri Dominum                                                    |
| HWV 237   | Laudate pueri Dominum                                                    |
| HWV 238   | Nisi Dominus / Gloria Patri                                              |
| HWV 239   | O qualis de coelo sonus                                                  |
| HWV 240   | Saeviat tellus inter rigores                                             |
| HWV 241   | Salve Regina                                                             |
| HWV 242   | Silete venti (motet)                                                     |
| HWV 243   | Te decus virginum (musique perdue)                                       |
| HWV 244   | Kyrie eleison                                                            |
| HWV 245   | Gloria in excelsis Deo                                                   |
| HWV deest | Gloria in excelsis Deo                                                   |

## Antiennes pour chœurs
| HWV           | Titre                                                                  |
| ------------- | ---------------------------------------------------------------------- |
| HWV 246 à 256 | Chandos Anthems                                                        |
| HWV 246       | O be joyful in the Lord                                                |
| HWV 247       | In the Lord put I                                                      |
| HWV 248       | Have Mercy upon me                                                     |
| HWV 249a      | O sing unto the Lord a new song (1re version)                          |
| HWV 249b      | O sing unto the Lord a new song (2e version)                           |
| HWV 250a      | I will magnify thee (1re version)                                      |
| HWV 250b      | I will magnify thee (2e version)                                       |
| HWV 251a      | As pants the hart (1re version)                                        |
| HWV 251b      | As pants the hart (2e version)                                         |
| HWV 251c      | As pants the hart (3e version)                                         |
| HWV 251d      | As pants the hart (4e version)                                         |
| HWV 252       | My song shall be alway                                                 |
| HWV 253       | O come let us sing unto the Lord                                       |
| HWV 254       | O praise the Lord with one consent                                     |
| HWV 255       | The Lord is my light                                                   |
| HWV 256a      | Let God arise (1re version)                                            |
| HWV 256b      | Let God arise (2e version)                                             |
| HWV 257       | O praise the Lord, ye angels of his (Authenticité douteuse)            |
| HWV 258 à 261 | Coronation Anthems                                                     |
| HWV 258       | Zadok the Priest                                                       |
| HWV 259       | Let thy hand be strengthened                                           |
| HWV 260       | The King shall rejoice                                                 |
| HWV 261       | My heart is inditing                                                   |
| HWV 262       | This is the day which the Lord hath made                               |
| HWV 263       | Sing unto God, ye kingdoms of the earth                                |
| HWV 264       | The ways of Zion do mourn (ou Funeral Anthem for Queen Caroline)       |
| HWV 265       | The King shall rejoice                                                 |
| HWV 266       | How beautiful are the feet of them                                     |
| HWV 267       | How beautiful are the feet of them (Fragment)                          |
| HWV 268       | Blessed are they that considerth the poor (pour le Foundling Hospital) |

## Antiennes pour voix solo
| HWV     | Titre           |
| ------- | --------------- |
| HWV 269 | Amen, Alleluja  |
| HWV 270 | Amen            |
| HWV 271 | Amen, Alleluja  |
| HWV 272 | Alleluja, Amen  |
| HWV 273 | Alleluja, Amen  |
| HWV 274 | Alleluja, Amen  |
| HWV 275 | Amen, Alleluja  |
| HWV 276 | Amen, Halleluja |
| HWV 277 | Halleluja, Amen |

## Compositions liturgiques
| HWV     | Titre                                             |
| ------- | ------------------------------------------------- |
| HWV 278 | Te Deum (pour le traité d'Utrecht)                |
| HWV 279 | Jubilate (O be joyful) (pour le traité d'Utrecht) |
| HWV 280 | Te Deum (composé pour feu la reine Caroline)      |
| HWV 281 | Te Deum (Chandos)                                 |
| HWV 282 | Te Deum                                           |
| HWV 283 | Te Deum (pour la victoire de Dettingen)           |

## Chants d'église (hymnes anglais)
| HWV     | Titre                                               |
| ------- | --------------------------------------------------- |
| HWV 284 | The Invitation: Sinners obey the Gospel word        |
| HWV 285 | Desiring to love: O Love divine, how sweet thou art |
| HWV 286 | On the Resurection: Rejoice, the Lord is King       |

## Concertos pour 1-2 instruments solo et orchestre
| HWV           | Titre                                                                                    |
| ------------- | ---------------------------------------------------------------------------------------- |
| HWV 287       | Concerto, en sol mineur, pour hautbois et orchestre                                      |
| HWV 288       | Sonate (Concerto), en si bémol majeur, à 5 pour violon et orchestre                      |
| HWV 289 à 294 | 6 concertos pour orgue et orchestre, op. 4                                               |
| HWV 289       | Concerto, en sol mineur, pour orgue et orchestre (opus 4/1)                              |
| HWV 290       | Concerto, en si bémol majeur, pour orgue et orchestre (opus 4/2)                         |
| HWV 291       | Concerto, en sol mineur, pour orgue et orchestre (opus 4/3)                              |
| HWV 292       | Concerto, en fa majeur, pour orgue et orchestre (opus 4/4)                               |
| HWV 293       | Concerto, en fa majeur, pour orgue et orchestre (opus 4/5)                               |
| HWV 294       | Concerto, en si bémol majeur, pour orgue et orchestre (opus 4/6)                         |
| HWV 295       | Concerto, en fa majeur, pour orgue et orchestre                                          |
| HWV 296a      | Concerto, en la majeur, pour orgue et orchestre                                          |
| HWV 296b      | Concerto, en la majeur, pour orgue et orchestre Pasticcio Konzert                        |
| HWV 297       | Concerto, en ré mineur, pour orgue et orchestre (d'après HWV 328)                        |
| HWV 298       | Concerto, en sol majeur, pour orgue et orchestre (d'après HWV 319)                       |
| HWV 299       | Concerto, en ré majeur, pour orgue et orchestre (d'après HWV 323)                        |
| HWV 300       | Concerto, en sol mineur, pour orgue et orchestre (d'après HWV 324)                       |
| HWV 301       | Concerto, en si bémol majeur, pour hautbois et orchestre                                 |
| HWV 302a      | Concerto, en si bémol majeur, pour hautbois et orchestre                                 |
| HWV 302b      | Suite de pièces (Konzersatz), en fa majeur, pour hautbois, cor, cordes et basse continue |
| HWV 303       | Concert (Adagio), en ré mineur, pour 2 orgues et orchestre                               |
| HWV 304       | Concerto, en ré mineur, pour orgue et orchestre                                          |
| HWV 305a      | Concerto, en fa majeur, pour orgue et orchestre                                          |
| HWV 305b      | Concerto, en fa majeur, pour orgue solo                                                  |
| HWV 306 à 311 | 6 concertos pour orgue et orchestre, op. 7                                               |
| HWV 306       | Concerto, en si bémol majeur, pour orgue et orchestre (opus 7/1)                         |
| HWV 307       | Concerto, en la majeur, pour orgue et orchestre (opus 7/2)                               |
| HWV 308       | Concerto, en si bémol majeur, pour orgue et orchestre (opus 7/3)                         |
| HWV 309       | Concerto, en ré mineur, pour orgue et orchestre (opus 7/4)                               |
| HWV 310       | Concerto, en sol mineur, pour orgue et orchestre (opus 7/5)                              |
| HWV 311       | Concerto, en si bémol majeur, pour orgue et orchestre (opus 7/6)                         |

## Concerti grossi et concertos pour orchestre
| HWV           | Titre |
| ------------- | --- |
| HWV 312 à 317 | 6 Concerti grossi pour orchestre, opus 3                                                                                  |
| HWV 312       | Concerto grosso, en si bémol majeur, pour orchestre (opus 3/1)                                                            |
| HWV 313       | Concerto grosso, en si bémol majeur, pour orchestre (opus 3/2)                                                            |
| HWV 314       | Concerto grosso, en sol majeur, pour orchestre (opus 3/3)                                                                 |
| HWV 315       | Concerto grosso, en fa majeur, pour orchestre (opus 3/4)                                                                  |
| HWV 316       | Concerto grosso, en ré mineur, pour orchestre (opus 3/5)                                                                  |
| HWV 317       | Concerto grosso, en ré majeur / ré mineur, pour orchestre (opus 3/6)                                                      |
| HWV 318       | Concerto grosso en do majeur pour orchestre, Concerto dans HWV 75 Alexander's Feast                                       |
| HWV 319 à 330 | 12 Concerti grossi pour orchestre, opus 6                                                                                 |
| HWV 319       | Concerto grosso, en sol majeur, pour orchestre (opus 6/1)                                                                 |
| HWV 320       | Concerto grosso, en fa majeur, pour orchestre (opus 6/2)                                                                  |
| HWV 321       | Concerto grosso, en mi mineur, pour orchestre (opus 6/3)                                                                  |
| HWV 322       | Concerto grosso, en la mineur, pour orchestre (opus 6/4)                                                                  |
| HWV 323       | Concerto grosso, en ré majeur, pour orchestre (opus 6/5)                                                                  |
| HWV 324       | Concerto grosso, en sol mineur, pour orchestre (opus 6/6)                                                                 |
| HWV 325       | Concerto grosso, en si bémol majeur, pour orchestre (opus 6/7)                                                            |
| HWV 326       | Concerto grosso, en do mineur, pour orchestre (opus 6/8)                                                                  |
| HWV 327       | Concerto grosso, en fa majeur, pour orchestre (opus 6/9)                                                                  |
| HWV 328       | Concerto grosso, en ré mineur, pour orchestre (opus 6/10)                                                                 |
| HWV 329       | Concerto grosso, en la majeur, pour orchestre (opus 6/11)                                                                 |
| HWV 330       | Concerto grosso, en si mineur, pour orchestre (opus 6/12)                                                                 |
| HWV 331       | Concerto en fa majeur pour hautbois, flûte, cor, cordes et continuo                                                       |
| HWV 332       | Concerto (a due cori) en si bémol majeur pour 2 ensembles de cuivres et cordes (Concerto fait à partir de chœurs)         |
| HWV 333       | Concerto (a due cori) en fa majeur pour 2 ensembles de cuivres et cordes                                                  |
| HWV 334       | Concerto (a due cori) en fa majeur pour 2 ensembles de cuivres et cordes (Concerto dans l'oratorio Judas Maccabeus HWV63) |
| HWV 335a      | Concerto en ré majeur pour trompette, cor, orchestre et orgue                                                             |
| HWV 335b      | Concerto en fa majeur pour cor, orchestre et orgue                                                                        |

## Ouvertures, symphonies, suites et suites de mouvements pour orchestre
| HWV         | Titre                                                                                              |
| ----------- | -------------------------------------------------------------------------------------------------- |
| HWV 336     | Ouverture, en si bémol majeur, pour orchestre                                                      |
| HWV 337     | Ouverture, en ré majeur, pour orchestre                                                            |
| HWV 338     | Adagio, en si mineur / Allegro, en ré majeur, pour orchestre                                       |
| HWV 339     | Sinfonia, en si majeur, pour 2 violons et basse continue                                           |
| HWV 340     | Allegro, en sol majeur, pour 2 violons et basse continue                                           |
| HWV 341     | Ouverture, en ré majeur, pour orchestre Handel's Water Piece                                       |
| HWV 342     | Ouverture, en fa majeur, pour orchestre                                                            |
| HWV 343     | Ritournelle et Chaconne, en sol majeur, pour orchestre (pour HWV 435)                              |
| HWV 344     | Chœur et Menuet, en ré majeur, pour cordes et basse continue (de HWV 3)                            |
| HWV 345     | Marche, en ré majeur, pour orchestre                                                               |
| HWV 346     | Marche, en fa majeur, pour orchestre March in Ptolomy                                              |
| HWV 347     | Sinfonia, en si bémol majeur, pour orchestre                                                       |
| HWV 348-350 | Water Music                                                                                        |
| HWV 348     | Water Music : Suite N°1 en fa majeur, pour orchestre                                               |
| HWV 349     | Water Music : Suite N°2 en ré majeur, pour orchestre                                               |
| HWV 350     | Water Music : Suite N°3 en sol majeur, pour orchestre                                              |
| HWV 351     | Music for the Royal Fireworks, pour orchestre                                                      |
| HWV 352     | Suite, en si bémol majeur, pour orchestre (de HWV 4: Die verwandelte Daphne)                       |
| HWV 353     | Suite, en sol majeur, pour orchestre (de HWV 4: Die verwandelte Daphne)                            |
| HWV 354     | Suite, en si bémol majeur, pour cordes et basse continue (de HWV 3: Der begluckte Florindo)        |
| HWV 355     | Air (Hornpipe), en do mineur, pour cordes et basse continue                                        |
| HWV 356     | Hornpipe, en ré majeur, pour cordes et basse continue (composé pour le Concert à Vauxhaul en 1740) |

## Sonates pour un instrument solo et basse continue
| HWV      | Titre                                                                    |
| -------- | ------------------------------------------------------------------------ |
| HWV 357  | Sonate, en si bémol majeur, pour hautbois et basse continue              |
| HWV 358  | Sonate, en sol majeur, pour violon et basse continue                     |
| HWV 359a | Sonate, en ré mineur, pour violon et basse continue                      |
| HWV 359b | Sonate, en mi mineur, pour flûte et basse continue (opus 1/1b)           |
| HWV 360  | Sonate, en sol mineur, pour flûte à bec et basse continue (opus 1/2)     |
| HWV 361  | Sonate, en la majeur, pour violon et basse continue (opus 1/3)           |
| HWV 362  | Sonate, en la mineur, pour flûte à bec et basse continue (opus 1/4)      |
| HWV 363a | Sonate, en fa majeur, pour hautbois et basse continue                    |
| HWV 363b | Sonate, en sol majeur, pour flûte et basse continue (opus 1/5)           |
| HWV 364a | Sonate, en sol mineur, pour violon/hautbois et basse continue (opus 1/6) |
| HWV 364b | Sonate, en sol mineur, pour viole de gambe et basse continue             |
| HWV 365  | Sonate, en do majeur, pour flûte à bec et basse continue (opus 1/7)      |
| HWV 366  | Sonate, en do mineur, pour hautbois et basse continue (opus 1/8)         |
| HWV 367a | Sonate, en ré mineur, pour flûte à bec et basse continue                 |
| HWV 367b | Sonate, en si mineur, pour flûte et basse continue (opus 1/9)            |
| HWV 368  | Sonate, en sol mineur, pour violon et basse continue (opus 1/10)         |
| HWV 369  | Sonate, en fa majeur, pour flûte à bec et basse continue (opus 1/11)     |
| HWV 370  | Sonate, en fa majeur, pour violon et basse continue (opus 1/12)          |
| HWV 371  | Sonate, en ré majeur, pour violon et basse continue (opus 1/13)          |
| HWV 372  | Sonate, en la majeur, pour violon et basse continue (opus 1/14)          |
| HWV 373  | Sonate, en mi majeur, pour violon et basse continue (opus 1/15)          |
| HWV 374  | Sonate, en la mineur, pour flûte et basse continue                       |
| HWV 375  | Sonate, en mi mineur, pour flûte et basse continue                       |
| HWV 376  | Sonate, en si mineur, pour flûte et basse continue                       |
| HWV 377  | Sonate, en si bémol majeur, pour flûte à bec et basse continue           |
| HWV 378  | Sonate, en ré majeur, pour flûte et basse continue                       |
| HWV 379  | Sonate, en mi mineur, pour flûte et basse continue (opus 1/1a)           |

## Sonates en trio
| HWV           | Titre |
| ------------- | --- |
| HWV 380       | Sonate, en si bémol majeur, pour hautbois et violon (ou 2 hautbois) avec basse continue                    |
| HWV 381       | Sonate, en ré mineur, pour hautbois et violon (ou 2 hautbois) avec basse continue                          |
| HWV 382       | Sonate, en mi bémol majeur, pour hautbois et violon (ou 2 hautbois) avec basse continue                    |
| HWV 383       | Sonate, en fa majeur, pour hautbois et violon (ou 2 hautbois) avec basse continue                          |
| HWV 384       | Sonate, en sol majeur, pour hautbois et violon (ou 2 hautbois) avec basse continue                         |
| HWV 385       | Sonate, en ré majeur, pour hautbois et violon (ou 2 hautbois) avec basse continue                          |
| HWV 386 à 394 | Sonates en trio, Opus 2                                                                                    |
| HWV 386a      | Sonate, en do mineur, pour flûte (hautbois) et violon avec basse continue (opus 2/1a)                      |
| HWV 386b      | Sonate, en si mineur, pour flûte (violon) et violon avec basse continue (opus 2/1b)                        |
| HWV 387       | Sonate, en sol mineur, pour 2 violons avec basse continue (opus 2/2)                                       |
| HWV 388       | Sonate, en si bémol majeur, pour 2 violons / 2 hautbois / flûte et violon avec basse continue (opus 2/4)   |
| HWV 389       | Sonate, en fa majeur, pour flûte (flûte, hautbois, violon) / violon (flûte) avec basse continue (opus 2/5) |
| HWV 390a      | Sonate, en sol mineur, pour violon et alto avec basse continue (opus 2/6a)                                 |
| HWV 390b      | Sonate, en sol mineur, pour 2 violons avec basse continue (opus 2/6b)                                      |
| HWV 391       | Sonate, en sol mineur, pour violon et alto avec basse continue (opus 2/7)                                  |
| HWV 392       | Sonate, en fa majeur, pour violon et alto avec basse continue (opus 2/3)                                   |
| HWV 393       | Sonate, en sol mineur, pour violon et alto avec basse continue (opus 2/8)                                  |
| HWV 394       | Sonate, en mi majeur, pour violon et alto avec basse continue (opus 2/9)                                   |
| HWV 395       | Sonate, en mi mineur, pour 2 flûtes avec basse continue                                                    |
| HWV 396 à 402 | Sonates en trio, Opus 5                                                                                    |
| HWV 396       | Sonate, en la majeur, pour 2 violons avec basse continue (opus 5/1)                                        |
| HWV 397       | Sonate, en ré majeur, pour 2 violons avec basse continue (opus 5/2)                                        |
| HWV 398       | Sonate, en mi mineur, pour 2 violons avec basse continue (opus 5/3)                                        |
| HWV 399       | Sonate, en sol majeur, pour 2 violons avec basse continue (opus 5/4)                                       |
| HWV 400       | Sonate, en sol mineur, pour 2 violons avec basse continue (opus 5/5)                                       |
| HWV 401       | Sonate, en fa majeur, pour 2 violons avec basse continue (opus 5/6)                                        |
| HWV 402       | Sonate, en si bémol majeur, pour 2 violons avec basse continue (opus 5/7)                                  |
| HWV 403       | Sonate, en do majeur, pour 2 violons avec basse continue                                                   |
| HWV 404       | Sonate, en sol mineur, pour hautbois/violon, violon avec basse continue                                    |
| HWV 405       | Sonate, en fa majeur, pour 2 flûtes avec basse continue                                                    |

## Mouvements divers pour différents instruments
| HWV       | Titre                                                                                              |
| --------- | -------------------------------------------------------------------------------------------------- |
| HWV 406   | Adagio-Allegro, en la majeur, pour violon et basse continue                                        |
| HWV 407   | Allegro, en sol majeur, pour violon solo                                                           |
| HWV 408   | Allegro, en do mineur, pour violon et basse continue                                               |
| HWV 409   | Andante, en ré mineur, pour flûte à bec et basse continue                                          |
| HWV 410   | Aria, en fa majeur, pour 2 hautbois, 2 cors et flûte                                               |
| HWV 411   | Aria, en fa majeur, pour 2 hautbois/violons, 2 cors et flûte                                       |
| HWV 412   | Andante, en la mineur, pour violon et basse continue                                               |
| HWV 413   | Gigue, en si bémol majeur, pour violon, alto et basse continue                                     |
| HWV 414   | Marche, en do majeur, pour fife (querpfiefe) et basse continue                                     |
| HWV 415   | Marche, en ré majeur, pour fife (querpfiefe) et basse continue                                     |
| HWV 416   | Marche (Allegro), en ré majeur, pour 2 hautbois, trompette et flûte Dragoon's March                |
| HWV 417   | Marche, en ré majeur, pour 2 cors ou 2 hautbois et flûte                                           |
| HWV 418   | Marche, en sol majeur, pour 2 hautbois ou 2 violons et flûte                                       |
| HWV 419-1 | Marche, en sol majeur, pour flûte ou hautbois ou violon et basse continue March in Ptolomy         |
| HWV 419-2 | Marche, en sol majeur, pour flûte ou hautbois ou violon et basse continue Ld. Loudon's March       |
| HWV 419-3 | Marche, en sol majeur, pour flûte ou hautbois ou violon et basse continue Admiral Boscowin's March |
| HWV 419-4 | Marche, en fa majeur, pour flûte ou hautbois ou violon et basse continue                           |
| HWV 419-5 | Marche, en do majeur, pour flûte ou hautbois ou violon et basse continue                           |
| HWV 419-6 | Marche, en do majeur, pour flûte ou hautbois ou violon et basse continue Handel's March            |
| HWV 420   | Menuet, en ré majeur, pour violon et basse continue                                                |
| HWV 421   | Menuet, en ré majeur, pour violon et basse continue                                                |
| HWV 422   | Menuet, en sol majeur, pour 2 hautbois, 2 cors et flûte                                            |
| HWV 423   | Menuet, en sol majeur, pour 2 hautbois, 2 cors et flûte                                            |
| HWV 424   | Ouverture, en ré majeur, pour 2 clarinettes et cor de chasse                                       |
| HWV 425   | Air (Sarabande), en mi majeur, pour violon et basse continue                                       |

## Suites et ouvertures pour clavecin
| HWV         | Titre                                                                               |
| ----------- | ----------------------------------------------------------------------------------- |
| HWV 426-433 | Huit suites pour clavecin, recueil de 1720                                          |
| HWV 426     | Suite de pièces, en la majeur, pour clavecin                                        |
| HWV 427     | Suite de pièces, en fa majeur, pour clavecin                                        |
| HWV 428     | Suite de pièces, en ré mineur, pour clavecin                                        |
| HWV 429     | Suite de pièces, en mi mineur, pour clavecin                                        |
| HWV 430     | Suite de pièces, en mi majeur, pour clavecin                                        |
| HWV 431     | Suite de pièces, en fa dièse mineur, pour clavecin                                  |
| HWV 432     | Suite de pièces, en sol mineur, pour clavecin                                       |
| HWV 433     | Suite de pièces, en fa mineur, pour clavecin                                        |
| HWV 434-442 | Neuf suites pour clavecin, recueil de 1733                                          |
| HWV 434     | Suite de pièces, en si bémol majeur, pour clavecin                                  |
| HWV 435     | Chaconne, en sol majeur, avec 21 variations (1re, 2e et 3e versions), pour clavecin |
| HWV 436     | Suite de pièces, en ré mineur, pour clavecin                                        |
| HWV 437     | Suite de pièces, en ré mineur, pour clavecin                                        |
| HWV 438     | Suite de pièces, en mi mineur, pour clavecin                                        |
| HWV 439     | Suite de pièces, en sol mineur, pour clavecin                                       |
| HWV 440     | Suite de pièces, en si bémol majeur, pour clavecin                                  |
| HWV 441     | Suite de pièces, en sol majeur, pour clavecin                                       |
| HWV 442     | Prélude et Chaconne, en sol majeur, avec 62 variations, pour clavecin               |
| HWV 443     | Suite, en do majeur, avec Chaconne et 26 variations pour clavecin                   |
| HWV 444     | Partita, en do mineur, pour clavecin                                                |
| HWV 445     | Suite, en do mineur, pour clavecin                                                  |
| HWV 446     | Suite, en do mineur, pour 2 clavecins (Fragment)                                    |
| HWV 447     | Suite, en ré mineur, pour clavecin                                                  |
| HWV 448     | Suite, en ré mineur, avec Chaconne et 10 variations pour clavecin                   |
| HWV 449     | Suite, en ré mineur, avec Air et 7 variations pour clavecin                         |
| HWV 450     | Partita, en sol majeur, pour clavecin                                               |
| HWV 451     | Suite, en sol mineur, pour clavecin                                                 |
| HWV 452     | Suite, en sol mineur, pour clavecin                                                 |
| HWV 453     | Suite, en sol mineur, pour clavecin                                                 |
| HWV 454     | Partita, en la majeur, pour clavecin                                                |
| HWV 455     | Suite, en si bémol majeur, pour clavecin                                            |
| HWV 456-1   | Ouverture, en ré mineur, pour clavecin (de HWV 8a: Il Pastor fido)                  |
| HWV 456-2   | Ouverture, en do mineur, pour clavecin (de HWV 11: Amadigi)                         |
| HWV 456-3   | Ouverture, en sol mineur, pour clavecin (de HWV 16: Flavio)                         |
| HWV 456-4   | Ouverture, en do majeur, pour clavecin (de HWV 19: Rodelinda)                       |
| HWV 456-5   | Ouverture, en ré majeur, pour clavecin (de HWV 23: Ricardo I)                       |

## Mouvements divers et danses pour clavecin
| HWV       | Titre                                                                                              |
| --------- | -------------------------------------------------------------------------------------------------- |
| HWV 457   | Air, en do majeur, pour clavecin                                                                   |
| HWV 458   | Air, en do mineur, pour clavecin                                                                   |
| HWV 459   | Air, en do majeur, pour clavecin                                                                   |
| HWV 460   | Air (Marche), en ré majeur, pour clavecin                                                          |
| HWV 461   | Air (Hornpipe), en ré mineur, pour clavecin                                                        |
| HWV 462   | (Air en) Menuet, en ré mineur, pour clavecin                                                       |
| HWV 463   | Air, en fa majeur, pour clavecin                                                                   |
| HWV 464   | Air, en fa majeur, pour clavecin                                                                   |
| HWV 465   | Air et 2 doubles, en fa majeur, pour clavecin                                                      |
| HWV 466   | Air, en sol mineur, pour clavecin à double clavier                                                 |
| HWV 467   | Air, en sol mineur, pour clavecin                                                                  |
| HWV 468   | Air, en la majeur, pour clavecin                                                                   |
| HWV 469   | Air, en si bémol majeur, pour clavecin                                                             |
| HWV 470   | Air, en si bémol majeur, pour clavecin à double clavier                                            |
| HWV 471   | Air, en si bémol majeur, pour clavecin                                                             |
| HWV 472   | Allegro, en do majeur, pour clavecin                                                               |
| HWV 473   | Allegro, en do majeur, pour une horloge musicale                                                   |
| HWV 474   | Air, en sol majeur, pour clavecin (de HWV 49a: Acis et Galatea)                                    |
| HWV 475   | Allegro, en ré mineur, pour clavecin                                                               |
| HWV 476   | Allemande, en fa majeur, pour clavecin                                                             |
| HWV 477   | Allemande, en la majeur, pour clavecin                                                             |
| HWV 478   | Allemande, en la mineur, pour clavecin                                                             |
| HWV 479   | Allemande, en si mineur, pour clavecin                                                             |
| HWV 480   | Choral Jesu meine Freunde, en sol mineur, pour clavecin                                            |
| HWV 481   | Capriccio, en fa majeur, pour clavecin                                                             |
| HWV 482-1 | Molto voglio, molto spero, en do majeur, pour clavecin (de HWV 7a: Rinaldo)                        |
| HWV 482-2 | Sventurato, godi, o core abbandonato, en mi bémol majeur, pour clavecin (de HWV 14: Floridante)    |
| HWV 482-3 | Ombra cara di mia sposa, en fa mineur, pour clavecin (de HWV 12a: Radamisto)                       |
| HWV 482-4 | Pupille sdegnose! sareste pietose, en fa majeur, pour clavecin (de HWV 13: Muzio Scevola (Acte 3)) |
| HWV 482-5 | Come, se ti vedrò, en sol majeur, pour clavecin (de HWV 13: Muzio Scevola (Acte 3))                |
| HWV 483   | Capriccio, en sol mineur, pour clavecin                                                            |
| HWV 484   | Chaconne avec 49 variations, en do majeur, pour clavecin                                           |
| HWV 485   | Chaconne, en fa majeur, pour clavecin à double clavier                                             |
| HWV 486   | Chaconne, en sol mineur, pour clavecin                                                             |
| HWV 487   | Concerto, en sol majeur, pour clavecin                                                             |
| HWV 488   | Allegro (Courante), en fa majeur, pour clavecin                                                    |
| HWV 489   | Courante, en si mineur, pour clavecin                                                              |
| HWV 490   | Fantaisie, en do majeur, pour clavecin                                                             |
| HWV 491   | Gavotte, en sol majeur, pour clavecin                                                              |
| HWV 492   | Gigue, en fa majeur, pour clavecin                                                                 |
| HWV 493   | Gigue, en sol mineur, pour clavecin (1re et 2e versions)                                           |
| HWV 494   | Impertinence (Bourrée), en sol mineur, pour clavecin                                               |
| HWV 495   | Lesson (Gigue), en ré mineur, pour clavecin                                                        |
| HWV 496   | Lesson, en la mineur, pour clavecin                                                                |
| HWV 497   | Menuet, en do majeur, pour clavecin (de HWV 19: Rodelinda (Ouverture))                             |
| HWV 498   | Menuet, en do majeur, pour clavecin                                                                |
| HWV 499   | Menuet, en do mineur, pour clavecin (de HWV 18: Tamerlano (Ouverture))                             |
| HWV 500   | Menuet, en ré majeur, pour clavecin                                                                |
| HWV 501   | Menuet, en ré majeur, pour clavecin                                                                |
| HWV 502   | Menuet, en ré majeur, pour clavecin (de HWV 3: Der begluckte Florindo)                             |
| HWV 503   | Menuet, en ré majeur, pour clavecin                                                                |
| HWV 504   | Menuet, en ré majeur, pour clavecin (de HWV 12a: Radamisto)                                        |
| HWV 505   | Menuet, en ré majeur, pour clavecin                                                                |
| HWV 506   | Menuet, en ré majeur, pour clavecin                                                                |
| HWV 507   | Menuet, en ré mineur, pour clavecin (1re et 2e versions)                                           |
| HWV 508   | Menuet, en ré mineur/mi mineur, pour clavecin (de HWV 16: Flavio)                                  |
| HWV 509   | Menuet, en fa majeur, pour clavecin                                                                |
| HWV 510   | Menuet, en fa majeur, pour clavecin (de HWV 14: Floridante)                                        |
| HWV 511   | Menuet, en fa majeur, pour clavecin                                                                |
| HWV 512   | Menuet, en fa majeur, pour clavecin (de HWV 24: Siroe)                                             |
| HWV 513   | Menuet, en fa majeur/sol majeur, pour clavecin                                                     |
| HWV 514   | Menuet, en fa majeur/sol majeur, pour clavecin                                                     |
| HWV 515   | Menuet, en fa majeur/sol majeur, pour clavecin                                                     |
| HWV 516   | Menuet, en fa majeur, pour clavecin (1re, 2e et 3e versions)                                       |
| HWV 517   | Menuet, en fa majeur, pour clavecin                                                                |
| HWV 518   | Menuet, en fa majeur, pour clavecin                                                                |
| HWV 519   | Menuet, en fa majeur, pour clavecin                                                                |
| HWV 520   | Menuet, en fa majeur, pour clavecin                                                                |
| HWV 521   | Menuet, en sol majeur, pour clavecin                                                               |
| HWV 522   | Menuet, en sol majeur, pour clavecin                                                               |
| HWV 523   | Menuet, en sol majeur, pour clavecin                                                               |
| HWV 524   | Menuet, en sol majeur, pour clavecin                                                               |
| HWV 525   | Menuet, en sol majeur, pour clavecin                                                               |
| HWV 526   | Menuet, en sol majeur, pour clavecin                                                               |
| HWV 527   | Menuet, en sol majeur, pour clavecin                                                               |
| HWV 528   | Menuet, en sol majeur, pour clavecin                                                               |
| HWV 529   | Menuet, en sol majeur, pour clavecin                                                               |
| HWV 530   | Menuet, en sol majeur, pour clavecin                                                               |
| HWV 531   | Menuet, en sol majeur, pour clavecin                                                               |
| HWV 532   | Menuet, en sol mineur, pour clavecin                                                               |
| HWV 533   | Menuet, en sol mineur, pour clavecin                                                               |
| HWV 534   | Menuet, en sol mineur, pour clavecin (1re et 2e versions)                                          |
| HWV 535   | Menuet, en sol mineur, pour clavecin Menuet favori de la princesse Sophia (1re et 2e versions)     |
| HWV 536   | Menuet, en sol mineur, pour clavecin                                                               |
| HWV 537   | Menuet, en sol mineur, pour clavecin (1re et 2e versions)                                          |
| HWV 538   | Menuet, en sol mineur, pour clavecin (1re et 2e versions)                                          |
| HWV 539   | Menuet, en sol mineur, pour clavecin (1re et 2e versions)                                          |
| HWV 540   | Menuet, en sol mineur, pour clavecin (1re et 2e versions)                                          |
| HWV 541   | Menuet, en sol mineur, pour clavecin                                                               |
| HWV 542   | Menuet, en sol mineur, pour clavecin                                                               |
| HWV 543   | Menuet, en sol mineur, pour clavecin                                                               |
| HWV 544   | Menuet, en la majeur, pour clavecin                                                                |
| HWV 545   | Menuet, en la majeur, pour clavecin                                                                |
| HWV 546   | Menuet, en la majeur, pour clavecin                                                                |
| HWV 547   | Menuet, en la mineur, pour clavecin                                                                |
| HWV 548   | Menuet, en la mineur, pour clavecin                                                                |
| HWV 549   | Menuet, en la mineur, pour clavecin                                                                |
| HWV 550   | Menuet, en si bémol majeur, pour clavecin (de HWV 3: Der begluckte Florindo)                       |
| HWV 551   | Menuet, en si bémol majeur, pour clavecin                                                          |
| HWV 552   | Menuet, en si bémol majeur, pour clavecin                                                          |
| HWV 553   | Menuet, en si bémol majeur, pour clavecin                                                          |
| HWV 554   | Menuet, en si bémol majeur, pour clavecin                                                          |
| HWV 555   | Menuet, en si bémol majeur, pour clavecin (1re et 2e versions)                                     |
| HWV 556   | Menuet, en si bémol majeur, pour clavecin                                                          |
| HWV 557   | Menuet, en si bémol majeur, pour clavecin                                                          |
| HWV 558   | Menuet, en si mineur, pour clavecin (de HWV 28: Poro)                                              |
| HWV 559   | Passepied, en do majeur, pour clavecin                                                             |
| HWV 560   | Passepied, en la majeur, pour clavecin                                                             |
| HWV 561   | Prélude, en ré mineur, pour clavecin                                                               |
| HWV 562   | Prélude (Harpeggio), en ré mineur, pour clavecin                                                   |
| HWV 563   | Prélude, en ré mineur, pour clavecin                                                               |
| HWV 564   | Prélude, en ré mineur, pour clavecin                                                               |
| HWV 565   | Prélude, en ré mineur, pour clavecin                                                               |
| HWV 566   | Prélude, en mi majeur, pour clavecin                                                               |
| HWV 567   | Prélude, en fa majeur, pour clavecin                                                               |
| HWV 568   | Prélude, en fa mineur, pour clavecin                                                               |
| HWV 569   | Prélude, en fa mineur, pour clavecin Arpeggio del Cook                                             |
| HWV 570   | Prélude (Harpeggio), en fa dièse mineur, pour clavecin                                             |
| HWV 571   | Prélude et Capriccio, en sol majeur, pour clavecin                                                 |
| HWV 572   | Prélude, en sol mineur, pour clavecin                                                              |
| HWV 573   | Prélude (Harpeggio), en sol mineur, pour clavecin                                                  |
| HWV 574   | Prélude et Allegro (Sonate), en sol mineur, pour clavecin                                          |
| HWV 575   | Prélude (Harpeggio), en la mineur, pour clavecin                                                   |
| HWV 576   | Prélude et Allegro, en la mineur, pour clavecin                                                    |
| HWV 577   | Sonate (Fantaisie), en do majeur, pour clavecin                                                    |
| HWV 578   | Sonate avec trio et gavotte, en do majeur, pour une horloge musicale                               |
| HWV 579   | Sonate, en sol majeur, pour clavecin à double clavier                                              |
| HWV 580   | Sonate, en sol mineur, pour clavecin                                                               |
| HWV 581   | Sonatine, en ré mineur, pour clavecin                                                              |
| HWV 582   | Sonatine (Fugue), en sol majeur, pour clavecin                                                     |
| HWV 583   | Sonatine, en sol mineur, pour clavecin                                                             |
| HWV 584   | Sonatine, en la mineur, pour clavecin                                                              |
| HWV 585   | Sonatine, en si bémol majeur, pour clavecin                                                        |
| HWV 586   | Toccata, en sol mineur, pour clavecin                                                              |
| HWV 587   | Air, en fa majeur, pour horloge musicale                                                           |
| HWV 588   | Voluntary, en do majeur, pour horloge musicale                                                     |
| HWV 589   | Gigue, en do majeur, pour horloge musicale                                                         |
| HWV 590   | Air, en do majeur, pour horloge musicale (de HWV30: Sosarmes)                                      |
| HWV 591   | Air, en fa majeur, pour horloge musicale                                                           |
| HWV 592   | Air, en do majeur, pour horloge musicale (de HWV15: Ottone)                                        |
| HWV 593   | Air, en do majeur, pour horloge musicale (de HWV32: Ariadne)                                       |
| HWV 594   | Air, en sol majeur, pour horloge musicale                                                          |
| HWV 595   | Air, en do majeur, pour horloge musicale (de HWV15: Ottone)                                        |
| HWV 596   | Air, en do majeur, pour horloge musicale (de HWV30: Sosarmes)                                      |
| HWV 597   | Air, en do majeur, pour horloge musicale (de HWV32: Ariadne)                                       |
| HWV 598   | Sonate, en do majeur, pour horloge musicale                                                        |
| HWV 599   | Gigue, en do majeur, pour horloge musicale                                                         |
| HWV 600   | Voluntary, en la majeur, pour horloge musicale Flight of Angels                                    |
| HWV 601   | Air, en do majeur, pour horloge musicale                                                           |
| HWV 602   | Menuet, en la mineur, pour horloge musicale                                                        |
| HWV 603   | Menuet, en la mineur, pour horloge musicale                                                        |
| HWV 604   | Air, en la mineur, pour horloge musicale                                                           |
| HWV 605   | Fugue ou Voluntary, en sol mineur, pour orgue ou clavecin                                          |
| HWV 606   | Fugue ou Voluntary, en sol majeur, pour orgue ou clavecin                                          |
| HWV 607   | Fugue ou Voluntary, en si bémol majeur, pour orgue ou clavecin                                     |
| HWV 608   | Fugue ou Voluntary, en si mineur, pour orgue ou clavecin                                           |
| HWV 609   | Fugue ou Voluntary, en la mineur, pour orgue ou clavecin                                           |
| HWV 610   | Fugue ou Voluntary, en do mineur, pour orgue ou clavecin                                           |
| HWV 611   | Fugue, en fa majeur, pour orgue ou clavecin                                                        |
| HWV 612   | Fugue, en mi majeur, pour orgue ou clavecin                                                        |